# Potentilla richardii
Potentilla richardii är en rosväxtart som beskrevs av Johann Georg Christian Lehmann. Potentilla richardii ingår i Fingerörtssläktet som ingår i familjen rosväxter. Inga underarter finns listade i Catalogue of Life.